# Angelo Querini
Angelo Querini di San Severo (Venezia, 31 luglio 1721 – Venezia, 30 dicembre 1796) è stato un politico italiano della repubblica di Venezia, patrizio della famiglia Querini di San Severo.

## Biografia
Figlio terzogenito di Lauro Querini e di Camilla Nicolosi appartenente ad una famiglia di antica nobiltà anche se parzialmente decaduta fu formato da Padre Carlo Lodoli  uno dei primi teorici del giardino inglese e Libero Muratore. La sua educazione fu affidata al latinista e teologo Ferdinando Porretti, pubblico precettore della città di Padova. A 25 anni entrò nel Maggior Consiglio della Repubblica dove fin da subito fu attivo e propositivo, con una visione riformatrice di stampo illuministico e garantista che se realizzata avrebbe forse salvato la Repubblica dalla fine, cercando in maniera specifica di limitare il potere del Consiglio dei X che era diventato eccessivo come quello del braccio dello stesso costituito dagli Inquisitori di Stato. Si riferiva al Liber Magnus, vera fonte del diritto costituzionale veneziano che con il passare dei secoli era stato male applicato. Fu senatore e ricoprì anche altre importanti cariche nella Repubblica di Venezia come Avogador di Comun carica che, dopo la Serrata del Maggior Consiglio del 1297  , doveva rappresentare il popolo di fronte a magistrature come gli Inquisitori di Stato. Convinto sostenitore delle idee di rinnovamento, si schierò col partito dei riformatori che comprendeva una buona parte della Nobiltà vicina alle idee illuministe della Massoneria ma fu regolarmente sconfitto fino alla nomina dell'ultimo doge, Ludovico Manin, che non riuscì ad opporsi al tramonto della Repubblica, passando alla storia come esempio di conservatorismo miope e arrogante.

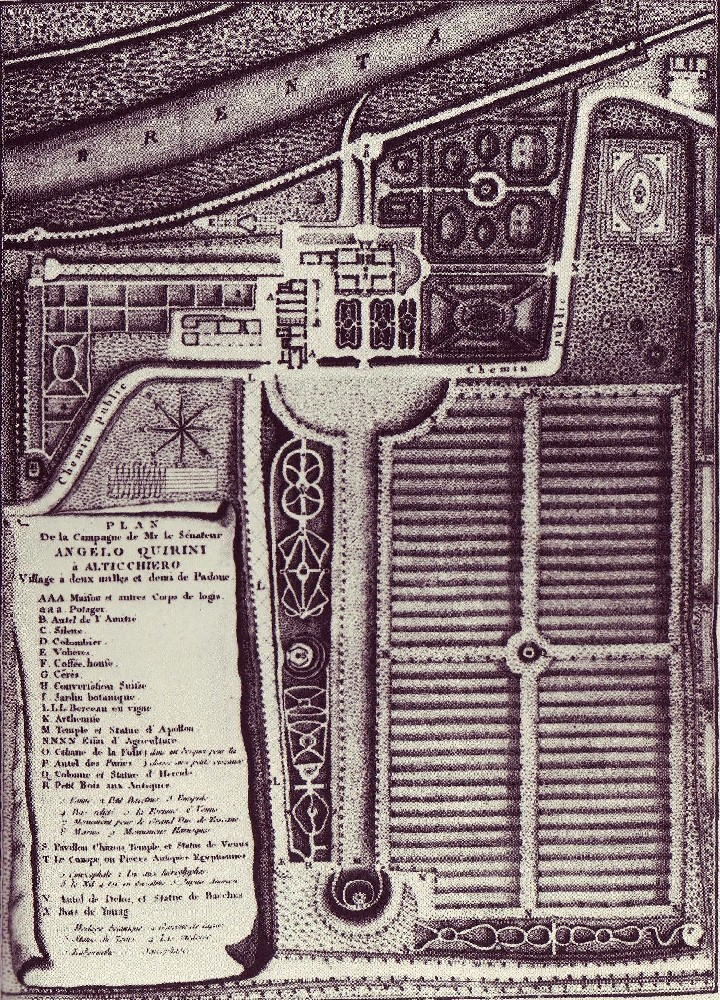
Villa Querini in un'incisione del 1787

La sua azione di contrapposizione all'ala moderata giunse al culmine quando fece liberare un fabbro dell'Arsenale che oltre - ad una prima accusa da cui era stato scagionato - fu riaccusato di peculato. Consultatosi con gli altri 2 Avogadori concluse che "per legge statutaria non era permesso a verun Magistrato od officio di trattenere nelle carceri alcuno per altra imputazione di colpa, il quale si fosse presentato alla citazione del primo". Evidentemente il limite era oltrepassato e fu recluso, senza alcun processo, per due anni, a partire dall'agosto 1761, nel carcere di Castelvecchio a Verona (ora museo civico). Il sospetto di essere portatore di idee liberali era accompagnato a quello di aver aderito alla Massoneria. Poiché al momento dell'arresto Querini ricopriva la carica di avogador de comun il fatto trascese il caso personale e costituì una grave crisi istituzionale. Fu liberato nel 1763 per azione di molti suoi amici e sostenitori fra cui Paolo Renier, futuro doge.

Disgustato dalla vita politica si ritirò, per la più parte del tempo, nella sua villa di Altichiero, presso Padova, ereditata nel 1765 dal fratello Vincenzo, che divenne un esempio molto noto in Europa di domus patrizia di campagna, luogo di ritrovo per intellettuali e salotto culturale nonché sede di Loggia della Massoneria Egizia. La villa progettata nel restauro dall'architetto vicentino Domenico Cerato - anche esso Massone e progettista con Andrea Memmo del Prato della Valle - fu abbellita nel tempo da numerosissime statue e la sua struttura è stata tramandata da un libro (Alticchiero, Padova 1787) scritto da un'ospite assidua: Giustiniana Wynne. Ed anche da meccanismi particolari come un sistema di cavi e carrucole che permettevano di abbassare i quadri della sua raccolta per poterli meglio vedere da vicino ed il primo parafulmine installato in Veneto dopo la visita di Benjamin Franklin, suo inventore ed anche egli Libero Muratore in missione da parte della neonata Repubblica degli Stati Uniti d'America presso la Veneta Repubblica per un riconoscimento reciproco che mai fu firmato.La visitarono molte personalità come il granduca Leopoldo I di Toscana o il re Ferdinando I di Napoli, Casanova, Gaspare Gozzi.

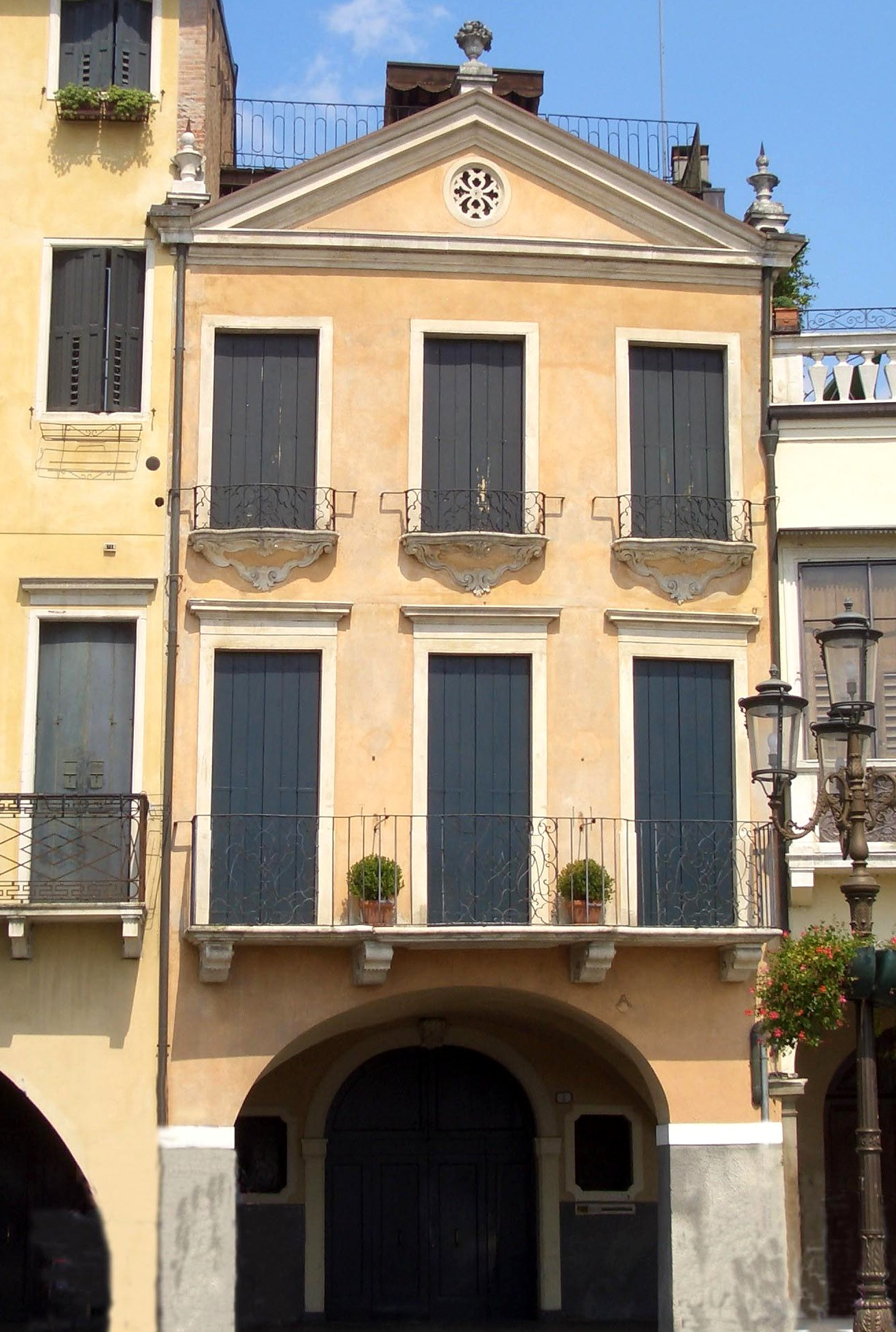
Il palazzetto di Angelo Querini in Prato della valle

Appassionato di architettura, che in quegli anni diveniva spesso veicolo di circolazione delle idee nuove, si dedicò a costruire nella villa un retrait philosophique, come osservava acutamente la Wynne. Parte della collezione fu venduta attorno al 1830 a Giovanni Francesco Melzi d'Eril, nipote di Francesco Melzi d'Eril (1753-1816), dall'antiquario Antonio Sanquirico  ed è esposta nel Museo Lodovico Gallarati Scotti, aperto nel 2021 nei giardini di villa Melzi d'Eril a Bellagio.
Altichiero fu l'esempio di quell'utopismo agrario che intrigò parecchio in quel periodo gli intellettuali che si stavano aprendo alle idee illuministe con sperimentazioni agrarie anche pratiche come il metodo Tarelliano degli incendi controllati. La villa andò completamente perduta in seguito all'occupazione militare italiana durante il primo conflitto mondiale e demolita. Tutto ciò che ne resta sono alcune foto d'inizio Novecento e circa una trentina di incisioni contenute nell'opera della Wynne. 
Con la collaborazione di Domenico Cerato, lo stesso architetto che aveva progettato la villa suburbana, Querini restaurò un palazzetto sito all'attuale civico 7 del Prato della Valle ed è interessante notare che ai lati del timpano furono poste delle guglie a forma piramidale, riferimento, neanche troppo criptico, alle simpatie del proprietario per l'iconografia massonica.
Querini era di temperamento anticonformista, come dimostra la sua inclinazione per le idee riformiste che sostenne anche a costo di notevoli disagi personali, malgrado i quali continuò a mantenere le proprie posizioni ideali. Non fece mistero di una sua visita, nella residenza di Ferney, al " fratello" Voltaire che era il più conosciuto rappresentante e alfiere delle idee progressiste.
Morì, all'improvviso, nei pressi del teatro di San Moisè e anche nelle ultime volontà dimostrò la sua eccentricità, disponendo di essere sepolto nella stessa tomba di una sua ex amante, Giulia Ursula Preato, notissima in tutta Europa per la sua turbinosa vita sentimentale.

## Opere

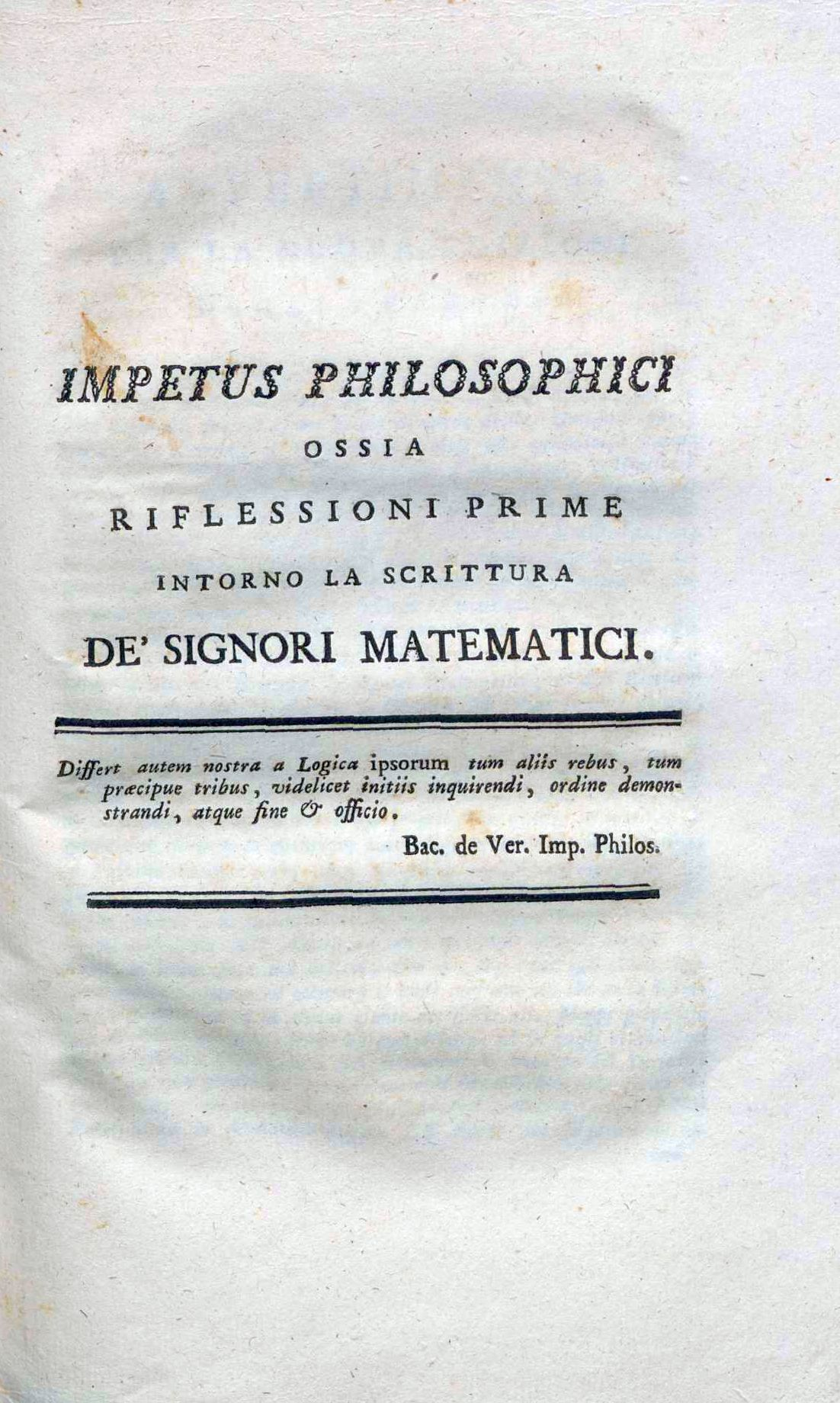
Impetus philosophici, 1789

- Impetus philosophici ossia riflessioni prime intorno la scrittura de' signori matematici, Venezia, 1789.
- Considerazioni ed allegati per la più pronta, sicura ed economica regolazione di Brenta, Venezia, 1789.
- Brevi annotazioni sopra li primi tre capitoli dell'opera intitolata Considerazioni ed allegati per la più pronta, sicura ed economica regolazione di Brenta, Treviso, Giulio Trento, 1790.
- Sopra l'importantissimo affare di Brenta, 1791.
- Ultima verba per una legale e disappassionata revisione di giudizio sul piano di sistematica regolazione del Brenta, 1794.